# Овсянковые кардиналы
Овся́нковые кардина́лы (лат. Passerina) — род певчих птиц из семейства кардиналовых (Cardinalidae). Распространены в Северной и Центральной Америке.

## Описание
Это небольшие птицы. Для большинства представителей характерен половой диморфизм: самцы ярко окрашены, а самки в основном коричневатой или оливковой окраски.

## Распространение
Представители рода распространены  в Мексике, США, в южной части Канады и в Центральной Америке.

## Систематика
Международный союз орнитологов относит род овсянковых кардиналов к семейству кардиналовых (Cardinalidae). В некоторых исследованиях это семейство рассматривается как триба Cardinalini обширного семейства Emberizidae.
Согласно исследованиям Джона Клики (John Klicka), опубликованным в 2007 году, род является частью клады, включающей также роды Cyanocompsa,  Cyanoloxia, американские спизы (Spiza) и лысушки (Amaurospiza), которых до этого исследования традиционно относили к танагровым.

### Классификация
На июль 2023 года в род включают 7 современных видов, обитающих в Северной Америке:
- Passerina amoena (Say, 1822) — Лазурный овсянковый кардинал
- Passerina caerulea (Linnaeus, 1758) — Голубая гуирака
- Passerina ciris (Linnaeus, 1758) — Расписной овсянковый кардинал
- Passerina cyanea (Linnaeus, 1766) — Индиговый овсянковый кардинал
- Passerina leclancherii Lafresnaye, 1840 — Оранжевогрудый овсянковый кардинал
- Passerina rositae (Lawrence, 1874) — Розовобрюхий овсянковый кардинал
- Passerina versicolor (Bonaparte, 1838) — Многоцветный овсянковый кардинал

В составе рода выделяют кладу расписных птиц с ярким оперением. Помимо расписного овсянкового кардинала в неё входят розовобрюхий овсянковый кардинал (Passerina rositae), оранжевогрудый овсянковый кардинал (Passerina leclancherii) и многоцветный овсянковый кардинал (Passerina versicolor). Последний обитает на юго-западе США и северо-западе Мексики и является ближайшим родственником расписного овсянкового кардинала.

### Палеонтология
Обнаружены остатки плечевой кости, возраст которых достигает 4 млн лет. Ископаемые представители роды были крупнее лазурного овсянкового кардинала (Passerina amoena) и мельче голубой гуираки (Passerina caerulea).